# Центральный стадион (Павлодар)
Центральный стадион (каз. Орталық стадион) — многофункциональный стадион в Павлодаре, Казахстан. Прежнее название стадиона — «Трактор». Является домашним стадионом местного футбольного клуба «Аксу» и << Иртыш >>

## Внешний вид и уровень
Стадион имеет игровое поле размером 105×68 метров и рассчитан на 11 828 зрителей. «Центральный» подвергался реконструкции в 2001 и 2007 годах. Были реализованы следующие изменения:

### Реконструкция 2001 г.
- Построены автостоянки для болельщиков.
- Расширена спецложа для представителей СМИ, сделаны площадки для телеоператоров.
- Расширены раздевалки команд и конференц-зал.
- Произведен масштабный ремонт футбольного поля.
- Произведена реконструкция системы полива газона.
- Отреставрированы все шесть мачт освещения (забетонировано основание).
- Произведен капитальный ремонт общественных туалетов.

### Реконструкция 2007 г.
- Замена естественного газона основного игрового поля на искусственный, пр-ва Нидерландов с дренажной системой.
- Построено малое поле стадиона.
- Замена сидений западной, северной, восточной трибун на пластиковые со спинкой 30 см, соответствующие стандартам УЕФА.
- Произведено асфальтирование беговой дорожки.
- Произведен ремонт VIP-ложи.
- Наружный ремонт: покраска всех деталей конструкций, стены стадиона закрыты сайдингом, деревянные окна заменены на пластиковые.

В межсезонье 2007—2008 гг. была произведена замена устаревшего электронного табло на новый LCD-монитор с возможностью просмотра игровых моментов и отчетов с других матчей. В сезоне 2009—2010 гг. команда Иртыш вышла на тренировку на поле с искусственным подогревом.

## Иллюстрации
- Стадион «Центральный», Павлодар, Казахстан. 20 мая 2009, матч между командами «Иртыш» и «Ордабасы» (Шымкент, Казахстан), 1/8 Кубка Казахстана. «Иртыш» выиграл 3-0.
- Информационное табло стадиона. 20 мая 2009 г.
- Вид стадиона по состоянию на 2 ноября 2007 г.